# Чешская литература
Чешская литература (чеш. Česká literatura) — литература, написанная на чешском языке. Самые ранние тексты на чешском языке относятся к концу XIII века.

## Древнечешская литература

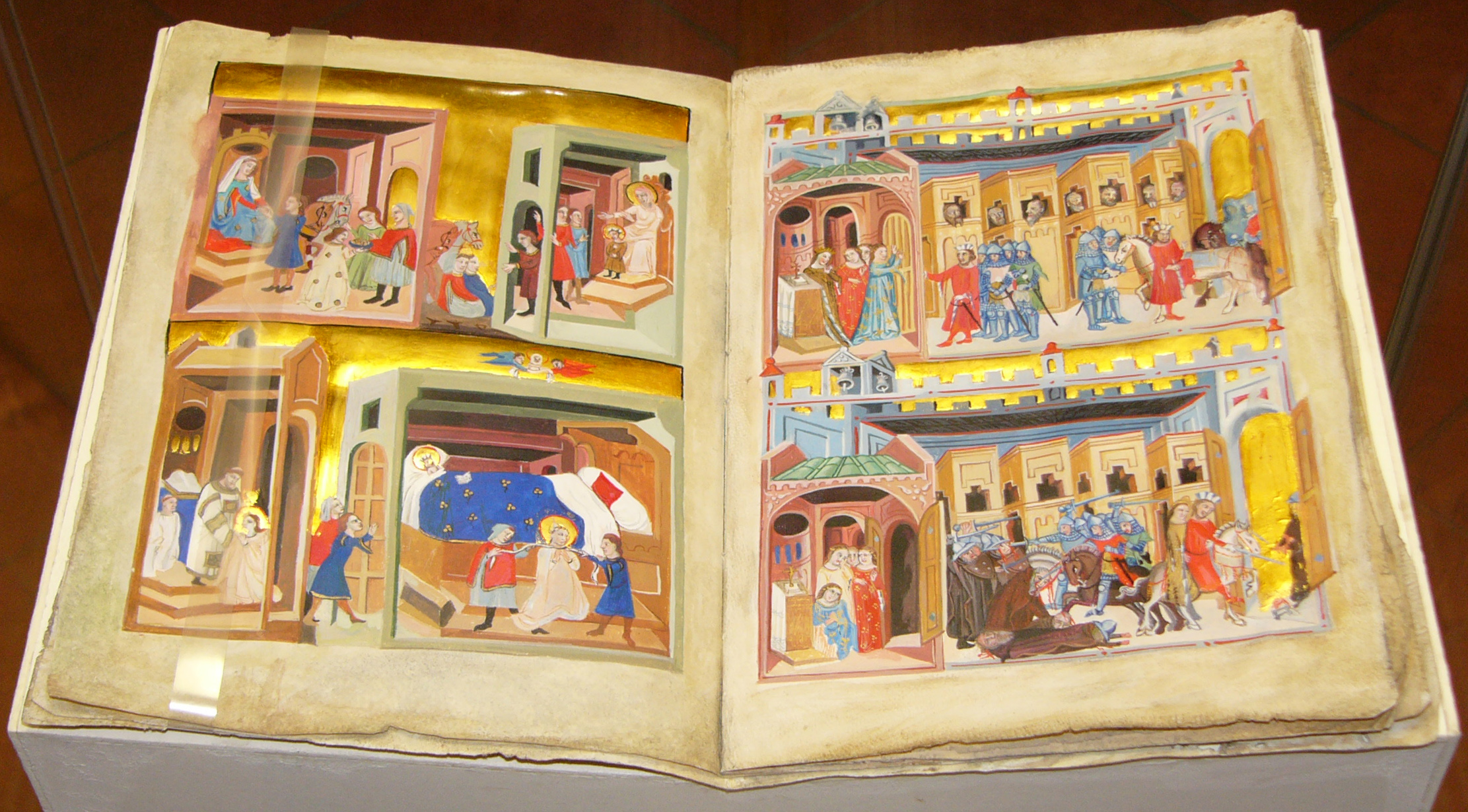
Далимилова хроника

Произведения древнего периода написаны на древнечешском языке и носят по преимуществу подражательный характер; нередко вместо настоящей поэзии они представляют собой бесплодное стихоплётство и риторику, что почти одинаково относится как к светской, так и к духовной литературе. К числу произведений, наиболее вращавшихся в населении, относятся в особенности чешская «Александреида», переделка латинской, отмеченная значительной долей патриотизма и вражды к немцам; любопытны также чешские переделки рыцарских повестей и поэм «Тристрам» (Тристан) и «Тиндариаш и Флорибелла», а по патриотическому настроению и ненависти к немцам особенно выдается «Далимилова хроника» начала XIV века.
Вообще говоря, чешская словесность усвоила себе путём переводов и переделок почти всё содержание западноевропейской средневековой литературы со всеми её достоинствами и недостатками; такие международные произведения, как Троянская хроника или бродячие сюжеты апокрифов и рыцарских романов (например, о Штильфриде и Брунцвике, Мелюзии и др.) читались чехами с такой же охотой и любовью, как и другими западноевропейскими народами.
Известную долю самостоятельности в переработках чужих произведений и даже некоторое поэтическое дарование обнаружил сатирический писатель XIV века, учёный пан Смиль из Пардубиц, по прозванию Фляжка, автор сборника дидактико-сатирических басен «Nova rada» (Новый совет), 1395 года. На подражательной почве развилась и чешская мистерия, в некоторых отдельных случаях ("Mastićkař, ň. е. продавец мазей) достигавшая замечательной силы разработки и языка, иногда, впрочем, донельзя распущенного и дерзкого. Из представителей литературы духовно-нравственной выдаются Ян Милич, Матвей из Янова и особенно благородный рыцарь Фома Штитный (1325—1400), автор ряда замечательных для своего времени по языку и содержанию популярных нравоучительных сочинений, удачно раскрывавших сущность христианского учения и нравственности («Rozmluvy nabožné», «Knižky sěstery» č др.).

## Среднечешская литература
Проповедническая и писательская деятельность Яна Гуса (1369—1415; особенно замечательна его «Постилла» — толкование евангелия) и его последователей, а равно приверженцев происшедшей из его учения общины чешских братьев, является характеристичной для среднего периода чешской литературы, особенно если присоединить сюда и просветительную писательскую работу Петра Хельчицкого (1390—1460; его «Сеть веры» (Sit viry) — написана в 1455 году), непосредственного, так сказать, отца этой общины.
Из поэтов первой половины периода преимущественно достойны упоминания Дачицкий из Геслова (1555—1626; сатирический сборник «Prostopravda») и Ломницкий (1552—1622; «Kratké naučeni», сатирическая поэма «Kupidova Střela» и «Hadaní» — спор между духовным и светским лицом). В духовной поэзии этого времени преобладают гимны (особенно Ян Благослав, 1523—1571, и Ян Августа, 1500—1572).
Продолжала развиваться на почве мистерии и светская драма сатирического характера («Sedlsky masapust» — студенческая комедия, «О kupci a neverné jeho ženě» — пьеса, написанная в свободных до неприличия, рифмованных стихах).
Характерно для данного времени и замечательное развитие литературы права и истории Цтибор из Цимбурка (1430—1494; его знаменитая в истории чешского права «Товачовская книга») и Викторин Корнел из Вшегрд (1450—1520; «Knihy devatery о pravích…»); Карл Жеротин (1564—1636; «Zpravy o sněmich» — известия о сеймах, «Apologia») и др.].
Из историков особенно известен по прекрасному языку и учености Даниил-Адам Велеславин (1546—1599; «Kalendař Historický»); затем идут Вацлав Гаек из Либочан (умер в 1553 г.; «Kronika Česká»), Бартош Писарь (умер в 1535 году; «Kronika Prašská») и некоторые др.
Вообще, чешская проза в это цветущее время чешской письменности достигла особенного развития и высоты, как со стороны содержания, так и особенно по языку; можно указать немало замечательных в этом отношении произведений, например в области землеведения и путешествий ["Kronika Moskevska", любопытные «Přihody» (Приключения) Вацлава Вратислава (русский перевод этой книги, сделанный К. П. Победоносцевым в 1877 г., вышел в Петербурге под заглавием: «Приключения чешского дворянина Вратислава в Константинополе»), Криштоф Гаранш — «Сеstа (путешествие) do Svaté země», 1598, č некоторые др.].
Развитие гуманизма обогатило в это время чешскую литературу множеством прекрасных переводов из латинских и греческих классиков (Григорий Грубый и сын его Сигизмунд, 1497—1554, Вацлав Писецкий, 1484—1511, и многие другие).
Необычайное развитие чешской прозы в это время дало повод к наименованию его «золотым веком» чешской литературы, пожалуй, справедливому, если говорить не столько о содержании произведений, сколько о их внешней форме, о прекрасном, изящном и гибком языке.
С 1620 года начинается время упадка чешской литературы, дошедшего к концу XVIII века почти до полного её исчезновения. Упадок произошёл не сразу: в писательской деятельности знаменитого Яна Амоса Коменского (1592—1670) ещё заметны лучшие качества и свойства предшествовавших ему писателей. Коменский — один из знаменитейших «мировых» педагогов; его «Didaktika» и особенно «Orbis pictus» послужили основанием всей новейшей педагогики; но он был и вообще одним из образованнейших и учёнейших людей своего времени (его «пансофическая» деятельность), а в чешской литературе он известен, кроме того, ещё и прекрасным аллегорически-поэтическим трудом «Labyrint Světa», имевшим для своего времени огромную ценность. Его «Opera didactica omnia» вышла в Амстердаме в 1657 г.; «Дидактика» имеется и в нескольких русских переводах. Одним из любопытнейших факторов упадка чешской литературы этого времени служит истребительная деятельность иезуитского писателя Антона Коняша (1691—1760), уничтожившего в Чехии до 60 тысяч гуситских и других книг и составившего указатель запрещенных чешских книг, подлежащих истреблению. Другим фактором несомненно была германизаторская деятельность Иосифа II, введшего с 1774 года в школы и управление немецкий язык вместо чешского. Но в народе ещё таились силы, оставшиеся от великого исторического размаха, произведенного гуситством. Насильственные действия государя, собравшегося упразднить все его исторические права, вызвали крайнее противодействие и поворот в духовной жизни чехов. Тут-то и начинается воскресение чешской литературы, которым характеризуется её новый период.

## Литература XX века

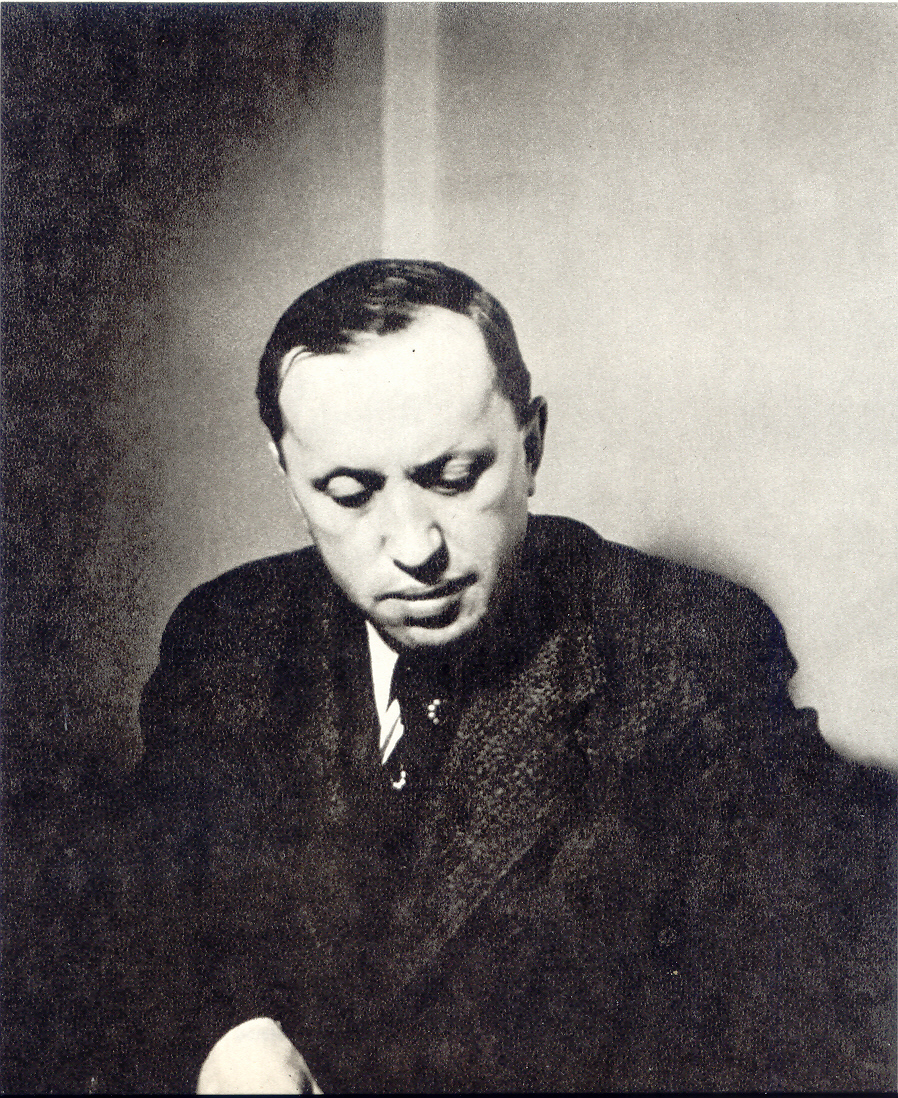
Карел Чапек ввёл в мировые языки слово «робот»